# Oomyzus repentinus
Oomyzus repentinus är en stekelart som först beskrevs av Graham 1985.  Oomyzus repentinus ingår i släktet Oomyzus och familjen finglanssteklar. Inga underarter finns listade i Catalogue of Life.